# Werner Ulrich (científico social)
Werner Ulrich (nació en 1948, Berna, Suiza) es un científico social suizo y filósofo práctico, y un antiguo profesor de la teoría y práctica de la planificación social en la Universidad de Friburgo. Es conocido como uno de los creadores del Pensamiento de Sistemas Críticos (PSC).

## Vida y trabajo
Ulrich recibió un doctorado en Economía y Ciencias Sociales de la Universidad de Friburgo en 1975, y un Ph.D. en Filosofía del Diseño de Sistemas Sociales de la Universidad de California en Berkeley en 1980, donde estudió y trabajó con C. West Churchman.
De regreso a Suiza, en 1981, Ulrich comenzó una doble carrera como analista de políticas en el gobierno en el Cantón de Berna y como profesor académico en la Universidad de Friburgo. Ahí fue nombrado Profesor Titular de Planificación Social en la Facultad de Letras. También ha sido profesor invitado en la Universidad de Hull, la Universidad de Lincoln, la Universidad de Canterbury en Christchurch, Nueva Zelanda y la Open University en Milton Keynes, Reino Unido. Ulrich ahora está retirado de su cátedra en la Universidad de Friburgo, pero sigue siendo profesor visitante honorario en la Open University.
En 2001, inició la Escuela de Verano de Diseño de Sistemas de Lugano en la Universidad de Lugano, que ha estado dirigiendo desde entonces.
Ulrich es cofundador y coeditor del " Journal of Research Practice ".

## Publicaciones
Ulrich escribió algunos libros y unos 175 artículos. Esta es una selección de ellos:
- 1975. Kreativitätsförderung in der Unternehmung : Ansatzpunkte eines Gesamtkonzepts.
- 1983. Critical heuristics of social planning : a new approach to practical philosophy. Habilitation thesis. Bern : Haupt.
- 1994. Critical heuristics of social planning : a new approach to practical philosophy. New York : Wiley.

Artículos, una selección:
- 1998. "Systems Thinking as if People Mattered: Critical Systems Thinking for Citizens and Managers". Working Paper No. 23 1998
- 2000. Reflective Practice in the Civil Society: The Contribution of Critically Systemic Thinking"
- 2004. "In memory of C. West Churchman (1913–2004): Reminiscences, retrospectives, and reflections". In: Journal of Organisational Transformation and Social Change Vol 1 Numbers 2–3.
- 2005. "A Brief Introduction to Critical Systems Heuristics (CSH)".